# ميرثي بولت
ميرثي بولت (مواليد 26 يناير 1999) هي عارضة أزياء من اصول هولندية.